# Pelechucia flava
Pelechucia flava is een hooiwagen uit de familie Cosmetidae.